# Boxe aux Jeux du Commonwealth de 1982
Navigation
Édition précédente Édition suivante
Les compétitions de boxe anglaise des Jeux du Commonwealth 1982 se sont déroulées du 30 septembre au 9 octobre à Brisbane, Australie.

## Résultats

### Podiums
| Catégories                    | Or                 | Argent            | Bronze                                |
| Poids mi-mouches (-48 kg)     | Brahim Wachire     | John Lyon         | Lucky Siame Leonard Makhanya          |
| Poids mouches (-51 kg)        | Michael Mutua      | Joe Kelly         | Grant Richards Albert Musankabala     |
| Poids coqs (-54 kg)           | Joe Orewa          | Roy Webb          | Ray Gilbody Richard Reilly            |
| Poids plumes (-57 kg)         | Peter Konyegwachie | Peter Hanlon      | Rodney Harberger Winfred Kabunda      |
| Poids légers (-60 kg)         | Hussein Khalili    | James McDonnell   | Brian Tink Steve Larrymore            |
| Poids super-légers (-63,5 kg) | Christopher Ossai  | Charles Owiso     | Clyde McIntosh David Chibuye          |
| Poids welters (-67 kg)        | Chris Pyatt        | Laston Mukobe     | Charles Nwokolo Chenanda Machaiah     |
| Poids super-welters (-71 kg)  | Shawn O'Sullivan   | Nicholas Croombes | Roland Omoruyi Tom Corr               |
| Poids moyens (-75 kg)         | Jimmy Price        | Douglas Sam       | Jeremiah Okorodudu Kevin McDermott    |
| Poids mi-lourds (-81 kg)      | Fine Sani          | Jonathan Kiriisa  | Kevin Barry Joseph Poto               |
| Poids lourds (+81 kg)         | Willie DeWit       | Harold Hylton     | William Isangura Mohamed Abdalla Kent |

### Tableau des médailles
| Place | Pays              | Médaille d'or | Médaille d'argent | Médaille de bronze | Total |
| ----- | ----------------- | ------------- | ----------------- | ------------------ | ----- |
| 1     | Kenya             | 3             | 1                 | 1                  | 5     |
| 2     | Nigeria           | 3             | 0                 | 3                  | 6     |
| 3     | Angleterre        | 2             | 5                 | 2                  | 9     |
| 4     | Canada            | 2             | 0                 | 1                  | 3     |
| 5     | Fidji             | 1             | 0                 | 0                  | 1     |
| 6     | Zambie            | 0             | 1                 | 5                  | 6     |
| 7     | Australie         | 0             | 1                 | 4                  | 5     |
| 8     | Irlande du Nord   | 0             | 1                 | 1                  | 2     |
| 9     | Ouganda           | 0             | 1                 | 0                  | 1     |
| 9     | Écosse            | 0             | 1                 | 0                  | 1     |
| 11    | Bahamas           | 0             | 0                 | 1                  | 1     |
| 11    | Nouvelle-Zélande  | 0             | 0                 | 1                  | 1     |
| 11    | Tanzanie          | 0             | 0                 | 1                  | 1     |
| 11    | Inde              | 0             | 0                 | 1                  | 1     |
| 11    | Swaziland         | 0             | 0                 | 1                  | 1     |
| Total | 15 pays médaillés | 11            | 11                | 22                 | 44    |